# Московська єпархія
Московська єпархія — церковно-адміністративна територіальна одиниця Російської православної церкви. Єпархію очолює Патріарх Московський і всієї Русі (з 1 лютого 2009 року — патріарх Кирило). На правах намісника Патріарху допомагає в управлінні частиною єпархії в межах Московської області митрополит Крутицький і Коломенський.
У повсякденному слововживанні Московської патріархії під Московською єпархією іноді розуміють її частину без міста Москви, тобто в межах території Московської області. Цю частину також називають Московською обласною єпархією або Московською (обласною) єпархією. Частину Московської єпархії в межах Москви часто іменують єпархією міста Москви, Московською міською єпархією або Московською (міською) єпархією.